# Косовская, Мария Геннадьевна
Мари́я Генна́дьевна Косо́вская (урождённая Козло́ва; род. 22 февраля 1979, Москва) — российская писательница и сценаристка. Автор трёх книг прозы и соавтор (автор текста) трёх детских книг в жанре нон-фикшн. Член Союза российских писателей.

## Биография
Детство прошло в городе Венёве Тульской области, куда после окончания Московского горного института направили работать её родителей. Мать, Козлова Любовь Васильевна, и отец, Козлов Геннадий Викторович, долгое время работали инженерами на шахте «Прогресс» в Тульской области. В Венёве Мария окончила школу № 2. В детстве мечтала быть журналисткой и писала заметки о школе для районной газеты «Красное знамя», но после окончания школы поступить на факультет журналистики МГУ не смогла.
В 1996 году поступила в Московский государственный горный университет на факультет «Подземная разработка пластовых месторождений», который окончила в 2001 году с красным дипломом магистра горного дела.
В 2004 поступила в Литературный институт имени А. М. Горького на заочное отделение, семинар прозы. Посещала семинары Владимира Орлова и Александра Михайлова, творческую мастерскую «Повести Белкина» под руководством Алексея Антонова. Окончила Литературный институт в 2014 году.
Первая публикация в журнале «Литературная учёба», № 5, 2013 г.
В 2020 году в издательстве «Формаслов» вышла дебютная книга прозы «Козлиха». Отчасти автобиографическая повесть о жизни в маленьком шахтёрском городе в 90-х. Повесть вошла в короткий список премии Фазиля Искандера.
С 2018 по 2023 год вместе с учёными и иллюстратором работала над серией детских книг в жанре нон-фикш «Приключения Тима», которые выходили сначала в издательстве «Clever», затем в издательстве «Бомбора».
В 2023 году в издательстве «Формаслов» вышла ещё одна книга прозы, сборник повестей и рассказов «Смотри, как я ухожу».
Публиковалась в литературных журналах «Сетевая словесность», «Кольцо А», «Лиterraтура», «Сибирские огни», «Гостиный двор», «Знамя», «Бельские просторы», «Новая Юность», «Этажи», «Формаслов», «Пролиткульт», «Наш современник» и других.
Совместно с Фаритом Нагимовым руководит литературной студией «Белкин» при Литературном институте.
Увлекается танцами. Работает менеджером по аренде яхт. Замужем. Две дочери.

## Отзывы
По моему глубокому убеждению, главное назначение литературы — свидетельство. Остальное вторично. Отразить время, уловить характер, набросать абрис судьбы — это труднее, чем выдумать какую-нибудь очередную Швамбранию. Автор публикуемых ниже «коротких рассказов» ставит перед собой именно такую задачу и справляется с ней. Тут можно было бы употребить слово «талант», но поскольку это мутное слово каждый толкует по-своему, лучше его не трогать. У прозаика Марии Косовской есть достоинства более бесспорные — вкус, юмор, чувство слова, понимание людей.
— Леонид Юзефович

## Награды и отличия
- 2019 — дипломант ХVII Международного Волошинского конкурса в номинации «Проза» за рассказ «Барби»[22]
- 2020 — победитель литературного конкурса имени С. Н. Сергеева-Ценского в номинации «Проза» за рассказ «Сундук»[23]
- 2021 — повесть «Козлиха» вошла в короткий список премии Фазиля Искандера в номинации «Дерево детства»[24]
- 2023 — лауреат XX Международного Волошинского конкурса в номинации «Проза» за рассказ «Тетя Женя»[25]
- 2023 — третье место в конкурсе Игнатия Рождественского в номинации «Малая проза» за рассказ «Птица»[26]
- 2023 — лауреат премии Л. М. Леонова, номинация «Молодые прозаики» за рассказы «Сумасшедшие в метро» (№ 12 за 2023 г.)[27]

### Рецензии
- Рецензия Евгении Декиной на рассказ «Птица»
- Рецензия Антона Асанова на повесть «Козлиха»
- Рецензия Полины Корицкой на повесть «Козлиха»